# 失控的玩具
《失控的玩具》（日语：乱れからくり）是日本推理小說作家泡坂妻夫的重要长篇作品之一。1978年獲得第31屆日本推理作家協會獎，次年被导演儿玉进拍成电影，主演者松田优作，作家本人亦有客串。台灣版由台灣英文雜誌社出版。

## 情節
勝敏夫原本即將晉身職業拳擊手，卻在關鍵比賽中落敗。放棄拳擊生涯後，他找到為女偵探宇內舞子擔任助手的工作。
舞子和敏夫接受馬割朋浩的委託，調查其妻子真棹的外遇，不料過程中委託人意外死亡。正當兩人協助警方欲釐清意外真相時，馬割家卻接二連三發生謀殺案，兩人也捲入其中。
馬割家族乃世代相傳的玩具設計與製造商。朋浩是家長馬割鐵馬的姪子，與妻子真棹育有三歲大的兒子透一；鐵馬則與一兒一女，宗兒和香尾里，居住在家族著名的「怪屋」。朋浩身亡後，先是三歲大的兒子透一在朋浩的守靈夜誤食大量安眠藥致死，後來香尾里與宗兒也先後被殺害。當馬割鐵馬也中毒身亡，家族僅存的成員馬割真棹成為最大的嫌犯。
此時始終對真棹抱有好感的敏夫挺身而出，帶領真棹逃亡。不料真棹再次出走，重回「怪屋」案發現場。最後才由宇內舞子解開了連續殺人案的真相，以及馬割家「怪屋」的秘密。